# Barneville-Carteret
Barneville-Carteret is een gemeente in het Franse departement Manche in de regio Normandië. De gemeente is in 1964 ontstaan door de fusie van Barneville-sur-Mer en Carteret en maakt deel uit van het arrondissement Cherbourg-Octeville. In de gemeente liggen de spoorwegstations Carteret en Barneville. Barneville-Carteret telde op 1 januari 2022 2.181 inwoners.

## Geografie
De oppervlakte van Barneville-Carteret bedroeg op 1 januari 2022 10,29 vierkante kilometer; de bevolkingsdichtheid was toen 212 inwoners per km².

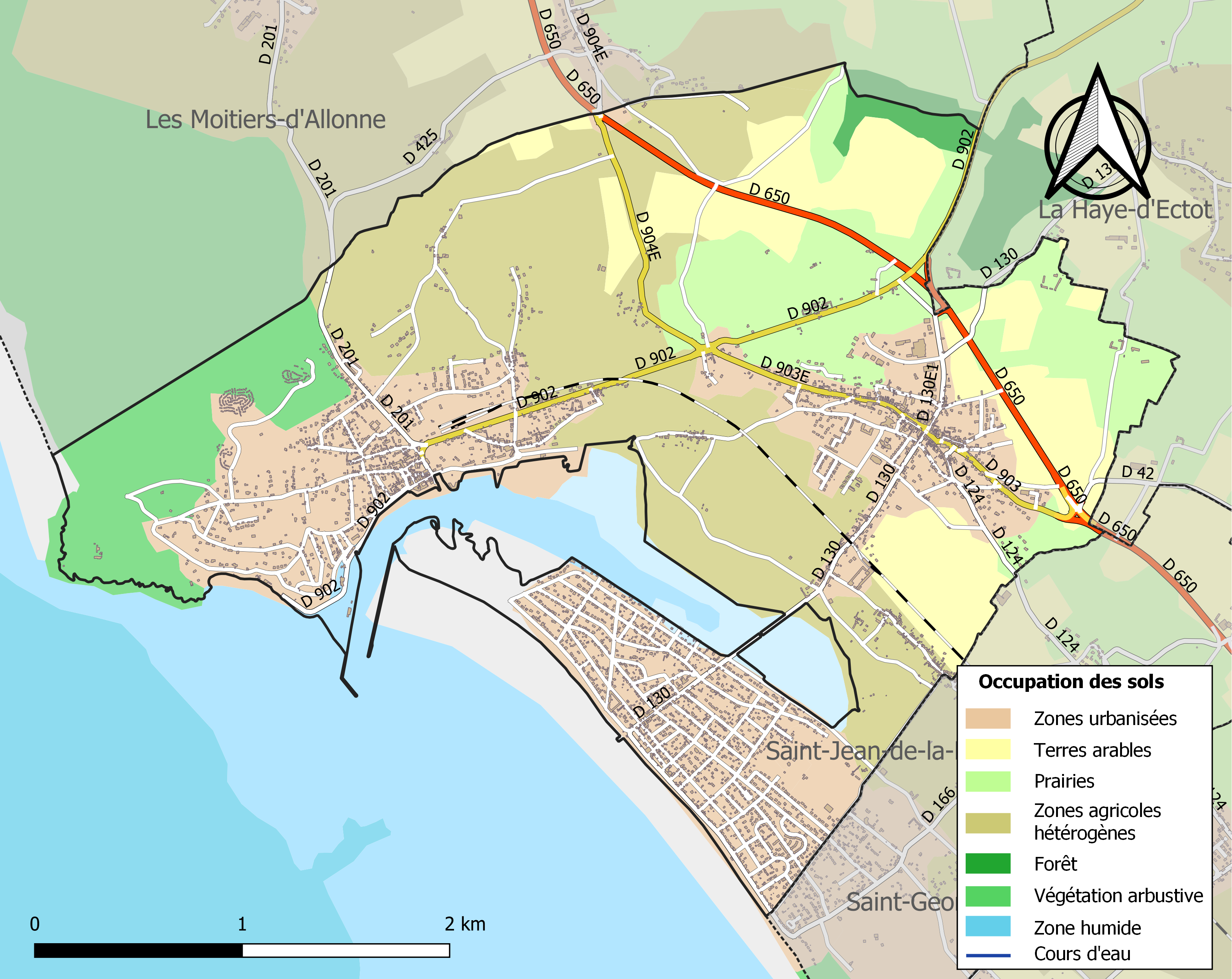
Kaart van de gemeente met de belangrijkste infrastructuur, bodemgebruik en omliggende gemeenten

## Demografie
Onderstaande figuur toont het verloop van het inwonertal (bron: INSEE-tellingen).

## Stedenbanden
Barneville-Carteret heeft stedenbanden met:
- Saint Lawrence (Jersey)
- Vale (Guernsey)